# Pacific Standard Time

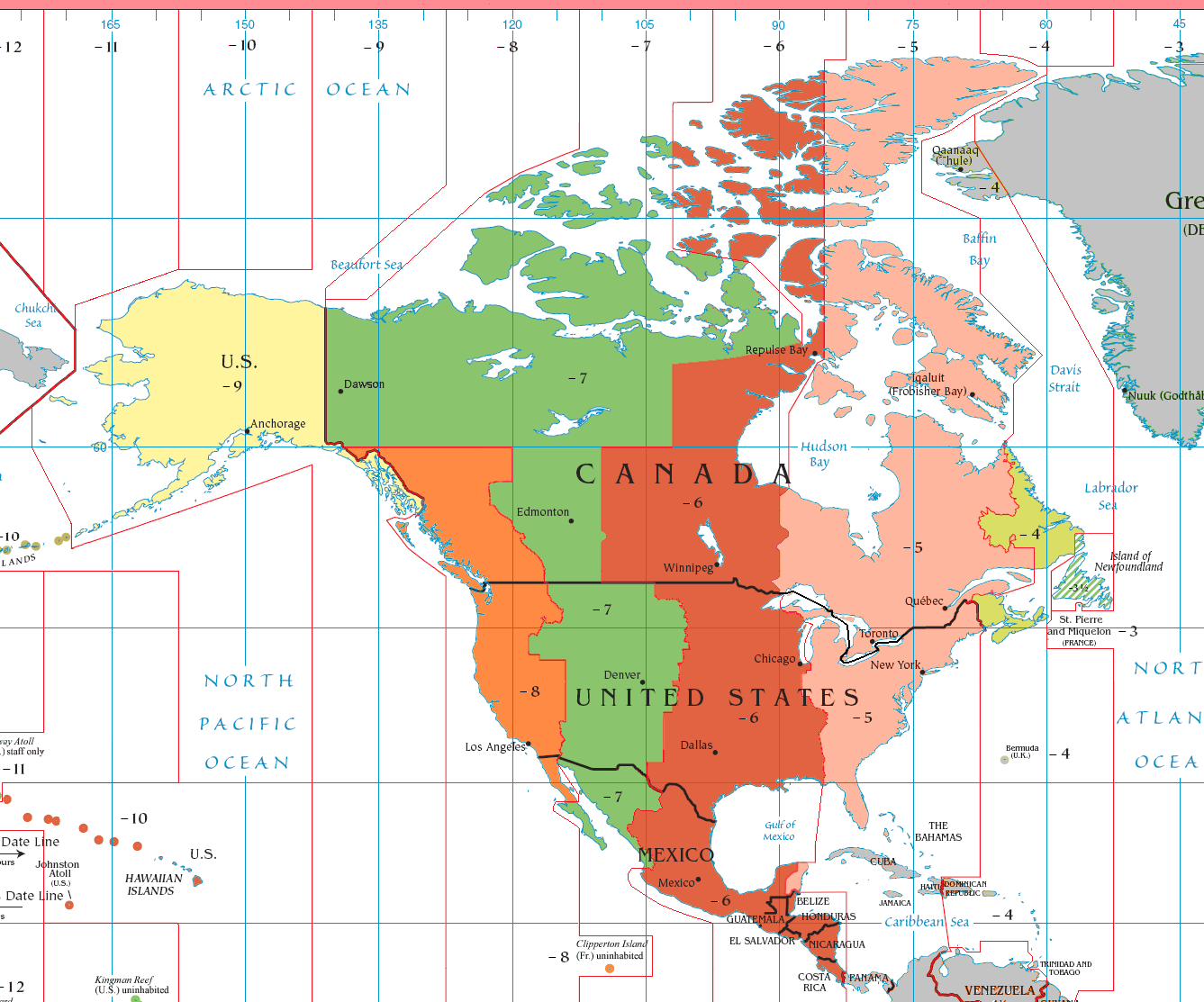

A Pacific Standard Time (magyar nyelven: csendes-óceáni időzóna) Kanada nyugati részét, az Amerikai Egyesült Államok nyugati részét és Mexikó nyugati részét magában foglaló időzóna. Az ebben a zónában lévő helyek a koordinált világidőből (UTC-08:00) nyolc óra levonásával tartják be a normál időt. A nyári időszámítás idején az UTC-07:00-s időeltolódást használják.
Az Egyesült Államokban és Kanadában ezt az időzónát általánosan csendes-óceáni időzónának nevezik. Konkrétabban, az ebben a zónában érvényes idő a csendes-óceáni normál idő (PST), amikor a normál idő (november elejétől március közepéig), és a csendes-óceáni nyári idő (PDT), amikor a nyári időszámítás (március közepétől november elejéig) van érvényben. Mexikóban a megfelelő időzónát Zona Noroeste (északnyugati zóna) néven ismerik, és ugyanazt a nyári időszámítást követi, mint az Egyesült Államokban és Kanadában. A csendes-óceáni időzóna legnagyobb városa Los Angeles, amelynek nagyvárosi területe egyben az időzóna legnagyobb városrégiója is.
Az övezet két órával előzi meg a hawaii-aleutiai időzónát, egy órával az alaszkai időzónát, egy órával a hegyvidéki időzónát, két órával a központi időzónát, három órával a keleti időzónát és négy órával az atlanti időzónát.